# Coscinocera rothschildi
Coscinocera rothschildi är en fjärilsart som beskrevs av Le Moult 1933. Coscinocera rothschildi ingår i släktet Coscinocera och familjen påfågelsspinnare. Inga underarter finns listade i Catalogue of Life.